# Hochfeilerhütte
De Hochfeilerhütte (Italiaans: Rifugio Gran Pilastro) is een berghut in de Zillertaler Alpen in de Italiaanse provincie Zuid-Tirol, niet ver van de grens met de Oostenrijkse deelstaat Tirol. De hut ligt hemelsbreed ongeveer tweeënhalve kilometer ten zuidwesten van de top van de Hochfeiler, met 3510 meter hoogte de hoogste top van de Zillertaler Alpen. De Hochfeilerhütte is een uitvalsbasis voor klimtochten naar de top van deze Hochfeiler, de Hochfernerspitze (3463 meter) en de Hoher Weißzint (3371 meter). De hut is vanuit het westen bereikbaar vanuit Sterzing, via het Pfitscher Tal en de weg naar het Pfitscherjoch. De hut is ook in tweeënhalf uur bereikbaar vanaf de in het zuidoosten gelegen Edelrauthütte, over de gletsjer Gliderferner.

## Geschiedenis
De eerste hut die op de Hochfeiler werd gebouwd, werd in 1880 voltooid door de Österreichischer Alpenverein (ÖAV). Deze berghut lag op 3400 meter hoogte, duidelijk hoger dan de huidige hut. Vanwege de geringe interesse geraakte de onbeheerde hut in de loop der jaren in verval. Reeds in 1881 werd op 2665 meter hoogte de eveneens niet uitgebate Wiener Hütte gebouwd tussen de gletsjers Weißkarferner en Gliederferner, slechts zeshonderd meten ten westen van de huidige Hochfeilerhütte. Deze Wiener Hütte werd in de periode tot aan de Eerste Wereldoorlog meerdere keren uitgebreid. Na afloop van deze oorlog, in 1922, ging de door de Italiaanse regering in beslag genomen berghut over naar de Clup Alpino Italiano (CAI). Vanaf 1926 werd de sectie Monza verantwoordelijk voor de Wiener Hütte. In 1964 werd de hut echter gesloten, aangezien het Italiaanse leger de berghut in het kader van de politieke spanningen rondom de autonomie van Zuid-Tirol bezette. In 1967 werd de Wiener Hütte verwoest; het is onduidelijk of een lawine hiervoor verantwoordelijk was of dat de hut door terroristen is opgeblazen. Vanaf 1982 werkte de Alpenverein Südtirol (AVS) de plannen uit voor een nieuwe hut. De bouw van deze hut begon in 1984 en op 14 september 1986 werd de huidige Hochfeilerhütte geopend.